# 1,5-二氨基-4,8-二羟基蒽醌
1,5-二氨基-4,8-二羟基蒽醌是一种有机化合物，化学式为C14H10N2O4。它可由1,5-二氨基蒽醌和浓硫酸、氯酸钠反应制得。它在碱性溶液中和连二亚硫酸钠反应，可以得到1,4,5,8-四羟基-2,3-二氢蒽醌。